# 程倫
程倫（15世紀—16世紀），字秉彝，南直隸安慶府太湖縣人，明朝政治人物。

## 生平
程倫是成化十三年（1477年）丁酉科應天鄉試舉人，授開化知縣，開化號稱難治，他則以公廉自勵，威惠並行，拒絕私謁，到任後屏除奸弊，修繕廢墜，重視學校，治行領先東浙，因母親年老請求退休，士民挽留不得、懷思不斷，入祀名宦祠。

## 引用
1. 1 2  民國《太湖縣志·卷二十·人物志》：程倫，字秉彝，舉人，知浙江開化縣，開化素稱難治，倫以公廉自勵，威惠並行，屏除奸弊，修舉廢墜，尤加意學校，治行為東浙先，以母老乞休，士民懇留，懷思不輟，祀名宦。
2. ↑  民國《太湖縣志·卷十七·選舉志一》：舉人……明……成化十三年丁酉科 程倫 官浙江天台知縣，有傳
3. ↑  光緒《開化縣志·卷四·官師志》：程倫 存心正，大門無私謁，下車之初屏除奸弊，修舉廢墜，其於學校尤加意焉。